# Hörsching
Hörsching là một đô thị ở huyện Linz-Land thuộc bang Oberösterreich, Áo. Đô thị Hörsching có diện tích 20 km², dân số thời điểm năm 2006 là 5404 người.